# Les Rois de la gaffe
Ne doit pas être confondu avec Les Rois de la blague.
Pour plus de détails, voir Fiche technique et Distribution.
Les Rois de la gaffe (titre original : The Fixer Uppers) est un film américain réalisé par Charley Rogers, sorti en 1935 et mettant en scène Laurel et Hardy. 
Il ne faut pas confondre cette comédie avec le long métrage Les Rois de la blague (Jitterbugs) de Malcolm St. Clair, sorti en 1943.

## Synopsis
En période de fin d'année, Laurel et Hardy font du porte à porte pour vendre des cartes de vœux. Une de leurs éventuelles clientes affiche une grande tristesse car elle et son mari vont se séparer. Laurel et Hardy proposent de l'aider en rendant ledit mari jaloux. Hardy embrasse la dame alors que le mari arrive. Celui-ci est particulièrement vindicatif, provoque en duel Hardy et lui remet sa carte de visite. Laurel et Hardy préfèrent se réfugier dans un bar mais téléphonent quand même au mari pour lui annoncer que le duel n'aura pas lieu; comme il ne sait pas où ils se trouvent, ils l'insultent également. Ils fêtent la chose en buvant plus que de raison et la police est appelée à la rescousse : ils trouvent la carte sur Hardy et ramènent les deux compères chez eux, en fait chez le mari offensé, même dans son lit ! Ils sont découverts, menacés (la femme a remplacé les cartouches par des cartouches à blanc) et prennent la fuite.

## Fiche technique
- Titre original : The Fixer Uppers
- Titre français : Les Rois de la gaffe
- Réalisation : Charley Rogers
- Photographie : Art Lloyd
- Montage : Bert Jordan
- Ingénieur du son : James Greene
- Producteur : Hal Roach
- Société de production : Hal Roach Studios
- Société de distribution : Metro-Goldwyn-Mayer
- Pays d’origine : États-Unis
- Langue : anglais
- Format : Noir et blanc - 35 mm - 1,37:1  -  sonore
- Genre : comédie
- Longueur : deux bobines
- Date de sortie : États-Unis : 9 février 1935

## Distribution
Source principale de la distribution :
- Stan Laurel : Stanley
- Oliver Hardy : Oliver Hardy
- Mae Busch : Madame Pierre Gustave
- Arthur Housman : l'ivrogne
- Charles Middleton : Pierre Gustave

Reste de la distribution non créditée :
- Bobby Dunn : le pensionnaire qui se mouche
- Dick Gilbert : un policier
- Jack Hill : un policier
- James C. Morton : un policier
- Bob O'Connor : le serveur du "Café des Artistes"
- Noah Young : le barman du "Café des Artistes"